# August Regenburg
Theodor August Jes Regenburg (født 20. april 1815 i Aabenraa, død 7. juni 1895 i København) var en dansk-slesvigsk departementschef og stiftamtmand.
Regenburg var en søn af præsten Jacob Regenburg og Anna Theodora Barbara, født Wetche. Faderen døde 1821, og efter at August Regenburg havde modtaget undervisning dels i fødebyen, dels i Bjolderup præstegård, optoges han 1829 som elev på Sorø Akademi, hvorfra han dimitteredes 1835, og tog juridisk embedseksamen i København 1841.
Året efter trådte han ind i danske Kancelli som volontær og knyttedes nøje til statsminister Poul Christian von Stemann, hvis personlighed og synsmåder i høj grad påvirkede ham. I kancelliet, hvor han 1848 blev kancellist, afbrødes hans bane 1849, i det kammerherre Frederik Ferdinand Tillisch ved sin udnævnelse til medlem af den slesvigske bestyrelseskommission bestemt forlangte at få Regenburg med til Flensborg som sin privatsekretær. Under de bevægede forhold 1849-50 havde Regenburg rig lejlighed til at sætte sig ind i sit hjemlands tilstande, og 1. september 1850, kort efter Slaget ved Isted, stilledes han midlertidig i spidsen for forvaltningen af Hertugdømmets Kirke- og Skolevæsen, uagtet den offentlige mening, særlig i Flensborg, var yderst virksom for at sikre professor Christian Flor denne stilling.
Under Tillisch' overledelse blev det således den 35-årige Regenburgs opgave at reorganisere Slesvigs Kirke og skole, der ved krigen var bragte i stærk forvirring, og at gennemføre den mellemslesvigske sprogordning. Næsten hele gejstligheden var kompromitteret, henimod 80 præstekald stod ledige, og de lærde skoler var lukkede; men ved sin store arbejdsevne, autoritære myndighed og vågne interesse for personer lykkedes det ham hurtig at skabe ordnede tilstande og at knytte dygtige kongerigske kræfter til de slesvigske menigheder og skoler.
Den mellemslesvigske sprogordning (sprogreskripterne), for hvilken Regenburg bærer hovedansvaret, var, etnografisk set, mønstergyldig, i det ikke en eneste tysk folkedel underkastedes nogen som helst sprogtvang; derimod var den, rent sproglig set, mindre vellykket, fordi den behandlede de brogede forhold i Mellemslesvig med snart udelukkende dansk, snart dansk og plattysk, snart overvejende plattysk folkemål efter den samme ensformige regel, og i politisk henseende var den skadelig, dels fordi den kølnede Ruslands og Englands interesse for os under de vanskelige forhandlinger om Hertugdømmets statsretlige stilling, der førte til kundgørelsen af 28. januar 1852, dels fordi den i de følgende år nærede en fjendtlig agitation i Mellemslesvig, som særlig efter kejser Nikolaj 1. af Ruslands død
stærkt udnyttedes af Tyskland til at forberede overfaldet 1864.
Da grev Carl Moltke 1852 udnævntes til slesvigsk minister, vandtes han hurtig for Regenburgs synsmåder. Sprogreskripterne optoges i forfatningen, Regenburg selv udnævntes til departementschef og etatsråd, og under de hurtig skiftende ministre forblev han lige op til krigen den ledende kraft i ministeriet, hvis sekretariatsager som oftest hvilede i hans hånd. Hans dygtige, ihærdige, retsindige og autoritære ledelse knyttede de yngre fast til ham, mens de ældre, med slesvigske forhold mere fortrolige embedsmænd havde ondt ved at følge med i den nydanske retning, hvori Regensburg var sjælen.
Efter Krigen 1864 var han i nogle år beskæftiget med udleveringen af de arkivsager, som ifølge fredstraktaten skulle afgives til Preussen. 1870 udnævntes han til stiftamtmand i Århus, og også her forskaffede hans administrative evner, hans dygtige ledelse af amtsrådets forhandlinger og hans åndsfrihed og uafhængighed ham stor indflydelse og mange venner. 1894 trak han sig tilbage fra sin embedsvirksomhed og døde ugift. I 1860 blev han udnævnt som Kommandør af Dannebrog, og i 1894 som Storkorsridder.
Regenburg havde videnskabelig sans og levende historisk interesse; særlig havde han nøje sat sig ind i Sønderjyllands historie og herom samlet et udmærket bibliotek, som han skænkede Århus Katedralskole, mens andre samlinger af ham opbevares i Rigsarkivet. Selvstændig forfattervirksomhed synes dog ikke at have ligget for ham; men han har støttet og fremmet adskillige historiske arbejder. Således er store partier af Carl Ferdinand Allens Det danske Sprogs Historie i Slesvig skrevet over kildestof, samlet af Regenburg, og dette gælder i endnu højere grad om det dygtige stridsskrift Schleswigsche Beleuchtung einer preuss. angeblich officiellen Denkschrift (kop. 1862). I 1862 optoges Regenburg som medlem af Det kongelige danske Selskab for Fædrelandets Historie, 1863-70 sad han i bestyrelsen for den danske historiske Forening, 1879 udnævntes han til æresdoktor ved Københavns Universitet, og 1898 rejstes på Skamlingsbanken en støtte til hans minde.
Gaden Regenburgsgade i Århus er opkaldt efter ham.
- Mindesmærket på Skamlingsbanken